# شهرستان زکوگ
شهرستان زکوگ (به لاتین: Zêkog County) یک شهرستان‌های جمهوری خلق چین در چین است که در ولایت خودمختار هوانگنان تبتی واقع شده‌است. شهرستان زکوگ ۶٬۴۹۴ کیلومتر مربع مساحت و ۶۹٬۴۱۶ نفر جمعیت دارد و ۳٬۶۶۰ متر بالاتر از سطح دریا واقع شده‌است.